# Ilford Delta
 
Ilford Delta — серія фотоплівок виробництва компанії Harman Technology Limited.
Delta — це чорно-білі плівки з табличним зерном , спочатку були випущені з світлочутливістю 400 ISO лише для того, щоб конкурувати з плівкою Kodak T-Max. Зрештою діапазон був розширений плівками на 100 та 3200 ISO.
Ilford рекомендує Delta 100 і 400 як заміну плівок Agfa APX100 і APX400, відповідно, що пішли з виробництва. Delta 100 дозволяє використовувати замість чутливості ISO від 50 до 200.

## Delta 3200
Плівка «Delta 3200» насправді не відповідає показнику світлочутливості ISO 3200/36°. Її фактична чутливість становить лише 1000/31° відповідно до шкали ISO, але плівка має дуже велику широту експозиції. Таким чином, її можна успішно експонувати для подальшої проявки з пулом до 3200 чи 6400, або навіть 12500. Delta 3200 було випущено в 1998 році, через 10 років після аналогічного T-MAX P3200 від Kodak.  Ця варіація серії Delta замінила собою високочутливу плівку Ilford серії 'HPS'.

## Список джерел
1. 1 2 3  "Archived copy" (PDF). Archived from the original (PDF) on 2016-06-04. Retrieved 2016-05-23.{{cite web}}:  CS1 maint: archived copy as title (link)
2. ↑  Ilford History and Chronology. Процитовано 26 липня 2008.
3. ↑  Kolonia, Peter (1992). In the darkroom. Popular Photography. Процитовано 13 жовтня 2019.
4. ↑  Agfa-Ilford equivalent (PDF). Ilford Photo. Процитовано 18 травня 2007.{{cite web}}:  Обслуговування CS1: Сторінки з параметром url-status, але без параметра archive-url (посилання)
5. ↑  Black & White Film. Архів оригіналу за 27 вересня 2007. Процитовано 9 лютого 2023. [Архівовано 2007-09-27 у Wayback Machine.]
6. ↑  Technical Information Delta 3200 Professional. www.ilfordphoto.com. Ilford. Архів оригіналу за 21 квітня 2019. Процитовано 21 квітня 2019. [Архівовано 2019-04-21 у Wayback Machine.]

## зовнішні посилання
- Ілфорд Дельта 100
- Ілфорд Дельта 400
- Ілфорд Дельта 3200